# Філоненко Борис Миколайович
 Філоненко Борис Миколайович (1924-1949) - Одеська область, Волинська область) - командир вогневого взводу 1669-го винищувально-протитанкового артилерійського полку  7-ї гвардійської армії Степового, потім 2-го Українського фронту, гвардії лейтенант артилерії, Герой Радянського Союзу.

## Біографія
Народився 10 квітня 1924 року в селищі міського типу Березівка, в сім'ї військовослужбовця Філоненка Миколи Корнійовича. Після отримання середньої освіти (10 класів), поїхав в Ольховський район Сталінградської області РРФСР, де працював трактористом.
Сталінградським райвійськкоматом покликаний в Червону Армію в серпні 1942 року, був направлений на навчання в місто Томськ. У 1943 році закінчив Друге Томське артилерійське училище. В діючій армії — з вересня 1943 року, воював у складі 7-ї гвардійської армії спочатку Степового фронту («битва за Дніпро», з вересня по грудень 1943), потім у складі 2-го Українського фронту. Ще в частинах Степового фронту молодий офіцер здійснив свій геройський подвиг. Після закріплення за Дніпром, взимку і навесні 1944 року 7-а гвардійська армія у складі 2-го 
Українського фронту звільняла Привобережну Україну. В ході Кіровоградської наступальної операції 7-я Р. А., поряд з іншими арміями фронту, брала участь у визволенні міста Кіровограда (Українська РСР), а в ході Умансько-Ботошанську операції армія 21 березня 1944 року форсувала річку Південний Буг. Потім армія брала участь у Яссько-Кишинівській (звільнення Молдавський РСР, серпень 1944), Дебреценська (наступ в Угорщині, перша половина жовтня 1944) і Будапештський операції (штурм столиці Угорщини, з жовтня 1944 по лютий 1945).
На початок листопада 1944 армія форсувала річку Тиса, захопивши міста Сольнок (4 листопада) і Абонь. Незабаром армія наступала північніше Будапешта і 26 грудня 1944 вийшла до річки Дунай, де з'єдналася з військами 3-го Українського фронту, тим самим замкнувши кільце оточення навколо Будапештського угруповання противника.
З січня по лютий 1945 армія відбила спробу противника деблокування оточеного угруповання, а також сприяла її знищенню. На честь перемоги в боях за Будапешт в Москві був даний салют двадцятьма чотирма артилерійськими залпами з 324 гармат.
З березня по квітень 1945 року 7-я г. а. брала участь у Братиславсько-Брновской операції (звільнення Східної частини Чехословаччини), в ході якої 4 квітня 1945 звільнила словацьке місто Братиславу.
9-го травня 1945 року війна для 7-ї гвардійської армії не закінчилася: ще тиждень йтимуть запеклі бої з елітними німецькими військами в районі міста Праги.
З 1947 року старший лейтенант Б. Н. Філоненко — в запасі. Трагічно загинув 18 січня 1949 року в автомобільній катастрофі. Похований в місті Луцьк Волинської області Української РСР.
Українець. Член ВЛКСМ з 1939.

## Подвиг
Командир вогневого взводу 1669-го винищувально-протитанкового артилерійського полку (7-а гвардійська армія, Степовий фронт) комсомолець, гвардії лейтенант артилерії Борис Філоненко в бою за село Бородаївка Верхньодніпровського району Дніпропетровської області Української РСР на правому березі Дніпра 5 жовтня 1943 року підбив чотири ворожих танки.
Указом Президії Верховної Ради СРСР від 26 жовтня 1943 року за зразкове виконання бойових завдань командування на фронті боротьби з німецько-фашистськими загарбниками і проявлені при цьому мужність і героїзм, гвардії лейтенанту Філоненко Борису Миколайовичу присвоєно звання Героя Радянського Союзу з врученням ордена Леніна і медалі Золота Зірка (№ 1386).